# Tetsuo Hamuro
Tetsuo Hamuro, född 7 september 1917 i Fukuoka, död 30 oktober 2005 i Takaishi, var en japansk simmare.
Hamuro blev olympisk mästare på 200 meter bröstsim vid sommarspelen 1936 i Berlin.